# 陈吉文
陈吉文（1971年12月—），安徽芜湖人，享受国务院政府特殊津贴专家，北方工业大学教授。

## 生平
1993年本科毕业于安徽师范大学，1996年于北京科技大学获硕士学位，2007年于钢铁研究总院获博士学位。1996年硕士毕业进入钢铁研究总院工作，曾任国家钢铁材料测试中心副主任。2019年起任北方工业大学教授。

## 学术贡献
主要从事检测技术与仪器研究工作。主持国家重点研发计划、国家重大科学仪器设备开发专项等项目多项。先后入选国家百千万人才工程，国家“万人计划”科技创新领军人才。

## 奖项
- 2008年，获国家技术发明二等奖（第二完成人）[4]
- 2009年，获茅以升北京青年科技奖
- 2011年，获中国青年科技奖
- 2012年，获中国分析测试协会科学技术二等奖（第一完成人）[5]
- 2017年，获中国稀土学会稀土科学技术二等奖（第一完成人）
- 2018年，获中国稀土学会稀土科学技术一等奖（第一完成人）[6]

## 学术兼职
全国仪器分析标准化技术委员会委员，全国光电测量标准化技术委员会委员，中国仪器仪表学会科学仪器学术工作委员会委员。